# さんじヤン
さんじヤンは、FM802で月曜日～木曜日15:00-18:55にオンエアされている『THE NAKAJIMA HIROTO SHOW 802 RADIO MASTERS』
この番組内での3頭身サイズのマスコットキャラである。
番組ＤＪの中島ヒロトに似せて生まれたゆるキャラである。
特徴は番組内で発表されており、2010/04/01現在で発表されている特徴は合計10つ。

## 特徴
【2010/02/23（火）のオンエア内で発表。】
- くちぶえが吹けない。

【2010/02/24（水）のオンエア内で発表。】
- ヘッドホンから流れている音楽は雅楽。
- さんじヤンの掛けているメガネは伊達メガネで持っている数は100種類以上。
- すぐ、『俺が本気出したら…』と言う。

【2010/02/25（木）のオンエア内で発表。】
- 住所を聞かれると『オレ？谷九やで。』と言いたいだけで谷町九丁目に住んでいる。

【2010/03/01（月）のオンエア内で発表。】
- キレたらドイツ語がペラペラになる。

【2010/03/03（水）のオンエア内で発表。】
- 実は花言葉に詳しい。

【2010/04/01（木）のオンエア内で発表。】
- 好きな人がいる。
- アントニオ猪木のモノマネが得意。
- さんじヤンには実は弟がいて、名前はしちじヤン。

【2018/04/01（日）番組公式サイトにて発表。】
- さんじヤンに続く新キャラ、ゴーゴーくんです。

## グッズ
- 特製クリアファイル（全5色）
- 特製ステッカー
- 特製缶バッジ